# Anytos (mythologie)
Pour les articles homonymes, voir Anytos (homonymie).
Dans la mythologie grecque, Anytos (en grec ancien : Ἄνυτος / Ánytos) est une divinité champêtre, parfois considéré comme un Titan, vraisemblablement né d'Ouranos (le Ciel) et de Gaïa (la Terre) comme les autres Titans. Déméter lui confie sa fille Despina, déesse mystérieuse dont il était interdit de prononcer le nom, qu'elle conçoit en même temps que le cheval immortel Arion, violée sous forme de jument par Poséidon durant sa quête de Perséphone.
Dans les Hymnes orphiques, il est plutôt décrit comme l'un des Corybantes ou des Curètes, gardiens de la jeune Perséphone.

## Représentation
Anytos est généralement dépeint comme un homme en armure. Dans un temple arcadien, appelé le temple de Lycosure, on peut voir sa statue se tenant au côté de la déesse Despina, qui elle-même se tient à côté de sa mère Déméter.

## Sources
- Hymnes orphiques [détail des éditions] (lire en ligne).
- Pausanias, Description de la Grèce [détail des éditions] [lire en ligne]